# Streaky Bay Airport
Streaky Bay Airport är en flygplats i Australien. Den ligger i kommunen Streaky Bay och delstaten South Australia, omkring 460 kilometer nordväst om delstatshuvudstaden Adelaide.
Trakten runt Streaky Bay Airport är nära nog obefolkad, med mindre än två invånare per kvadratkilometer.. Närmaste större samhälle är Streaky Bay, nära Streaky Bay Airport.
Trakten runt Streaky Bay Airport består till största delen av jordbruksmark. Genomsnittlig årsnederbörd är 416 millimeter. Den regnigaste månaden är juni, med i genomsnitt 83 mm nederbörd, och den torraste är oktober, med 9 mm nederbörd.